# Lotte Hansen
Lotte Hansen (født 4. maj 1972) er en dansk cand.scient.pol. og journalist samt politisk kommentator. Hun er administrerende direktør i kommunikationsbureauet Hansen & Ersbøll Agenda, som hun etablerede i 2010.
Lotte Hansen er kandidat i statskundskab fra Aarhus Universitet og har taget en tillægsuddannelse i journalistik fra Danmarks Journalisthøjskole.

## Karriere
Som nyuddannet blev hun i 2000 pressesekretær i By- og Boligministeriet under Jytte Andersen og senere Lotte Bundsgaard. Ved regeringsskiftet i 2001 blev hun pressesekretær i Økonomi- og Erhvervsministeriet under Bendt Bendtsen. Hun skiftede i 2002 til en stilling som politisk journalist på Dagen. Da avisen lukkede efter blot 40 dage, flyttede hun til Berlin og blev journalist ved Welt am Sonntag, ligesom hun via sit eget firma skrev freelance for bl.a. Ugebrevet A4 og Jyllands-Posten. Hjemvendt til Danmark i 2004 blev hun pressechef i Forbrugerrådet. Op til folketingsvalget i februar 2005 fik DR2-programmet Jersild & Spin, hvor hun sammen med Jens Olaf Jersild kommenterede valgkampen. Der kom nye sæsoner af programmet. 
I 2006 blev Lotte Hansen strategisk-politisk presserådgiver i kommunikationsfirmaet Advice og i 2007 erhvervsredaktør på Politiken. Efter at have været selvstændig blev hun i marts 2008 udnævnt til direktør med ansvar for public affairs i kommunikationsvirksomheden GCI Mannov. I 2010 startede Lotte Hansen kommunikationsbureauet HansenPR, der senere skiftede navn til Hansen Agenda og senere Hansen & Ersbøll Agenda. Firmaet har otte ansatte.
Lotte Hansen er desuden foredragsholder og ekstern lektor ved Journalisthøjskolen.